# Emma George
Emma George (Australia, 1 de noviembre de 1974) es una atleta australiana retirada especializada en la prueba de salto con pértiga, en la que consiguió ser subcampeona mundial en pista cubierta en 1997.

## Carrera deportiva
En el Campeonato Mundial de Atletismo en Pista Cubierta de 1997 ganó la medalla de plata en el salto con pértiga, con un salto por encima de 4.35 metros, tras la estadounidense Stacy Dragila que batió el récord del mundo con 4.40 metros, y por delante de la china Cai Weiyan (bronce también con 4.35 metros que fue récord de Asia).